# Kolsjön (Hotagens socken, Jämtland)
Kolsjön är en sjö i Krokoms kommun i Jämtland och ingår i Indalsälvens huvudavrinningsområde. Kolsjön ligger i Gråberget-Hotagsfjällen Natura 2000-område.